# Super Muñeco
Hebert Alejandro Palafox Montiel, mais conhecido  como Super Muñeco (Cidade do México, 10 de abril de 1962 — Cidade do México, 9 de fevereiro de 2022) foi um lutador mexicano de wrestling profissional e lucha libre. Muñeco é conhecido por ter uma gimmick de um palhaço e por ter quase 100 vitórias nas tradicionais Luchas de Apuestas, tendo sido derrotado uma única vez.

## Ttulos e prêmios
- Asistencia Asesoría y Administración
  - Mexican National Trios Championship (2 vezes) – com Ángel Azteca e El Hijo del Santo (1), Rey Misterio Jr. e Octagón (1)[2]

- AWWA
  - AWWA World Junior Light Heavyweight Championship (1 vez)[3]
  - AWWA Trios Championship (1 vez) – com Super Ratón e Super Pinocho[3]

- Comision de Box y Lucha D.F.
  - Distrito Federal Trios Championship (1 vez) – com Super Ratón e Super Pinocho)[3]

- World Wrestling Association
  - WWA Middleweight Championship (1 vez)[4]

- Promoções mexicanas locais
  - Caribian Light Heavyweight Championship (1 vez)[3]
  - Centro Social Aragón Middleweight Championship (1 vez)[3]
  - Deportivo Carlos Zárante Middleweight Championship (1 vez)[3]
  - Los Reyes Estado de Mexico Middleweight Championship (1 vez)[3]
  - Plaza de Torero La Aurora Middleweight Championship (1 vez)[3]
  - Rio Verde Junior Light Heavyweight Championship (1 vez)[3]
  - San Pedro Iztacalco Welterweight Championship (1 vez)[3]
  - Veracruz Junior Light Heavyweight Championship (1 vez)[3]
  - WOWC Los Angeles Championship (1 vez)[3]